# 蜻蜓菠萝
蜻蜓菠萝（学名：Aechmea fasciata），又叫蜻蜓凤梨、斑粉菠萝、美叶光萼荷，为凤梨科萼凤梨属附生草本植物，或菠萝科蜻蜓菠萝属下的一个种。原產於巴西，附生在雨林树干上。喜半阴、温暖和潮湿环境。生长适温为15—25℃，越冬温度约为10℃。对环境适应力强，既耐阴也耐旱。栽培3、4年后开花。其叶聚生筒状，长约50cm，宽6cm，10—20片，D1基部叶鞘紧密排列成莲座状，叶缘有黑刺，浓绿色，叶背有白色粉状横纹，圆锥花序，上具粉红色苞片，小花蓝色，随着季节的变化逐渐变为淡紫色，花期5-7月。